# (8874) Showashinzan
(8874) Showashinzan (1992 UY3) – planetoida z pasa głównego asteroid okrążająca Słońce w ciągu 3,39 lat w średniej odległości 2,26 au. Odkryta 26 października 1992 roku.